# Досовка
До́совка (каз. Досов) — село у складі Денисовського району Костанайської області Казахстану. Входить до складу Покровського сільського округу.
Населення —  (2021; 232 у 2009, 295 у 1999,  у 1989).